# 汤唯
湯唯（1979年10月7日—），中国大陆女演員，畢業于中央戲劇學院導演系，並在2004年以出演電視劇出道。2006年，湯唯因飾演李安執導的電影《色，戒》女主角王佳芝一舉成名，隨後遭遇中國廣電總局封殺。2008年，湯唯透過「優秀人才入境計劃」獲得香港身份證，轉入香港電影圈並以《月滿軒尼詩》復出解封。其後，湯唯活躍於中、韓兩國，先後出演了《北京遇上西雅圖》、《黃金時代》、《大明風華》、《分手的決心》等影視作品。

## 經歷

### 早年
1979年，湯唯出生于浙江杭州， 父親湯余銘是位畫家，母親施西鳳年輕時是位演員，後來進入浙江美术学院學習工藝美術。
1992年之前，湯唯就讀杭州市武林路小學。1992年至1994年，她因父親工作原因，轉到深圳市紅嶺中學就讀。1996年湯唯高中畢業於杭州五四中学（现名杭州市美术职业学校），之後從事過模特工作。原想進入中央戲劇學院表演系，但卻落榜三次，後在2000年考入中央戲劇學院導演系。曾在中戲舉辦的大學生戲劇節中，獲得名戲劇製作人袁鴻的欣賞，更獲得賴聲川賞識，飾演大型話劇《如夢之夢》男主角五號病人的妻子。
2004年7月畢業後，毕业后曾出演話劇《切·格瓦拉》和電視電影《警花燕子》以及多齣電視劇。2004年參加環球小姐選拔賽，獲得北京賽區第五名。2005年憑《警花燕子》與另一位女演員陶虹共同獲得2006年度CCTV-6“數位電影百合獎優秀女演員獎”，但此時湯唯還沒被大眾熟知。

### 成名與封殺

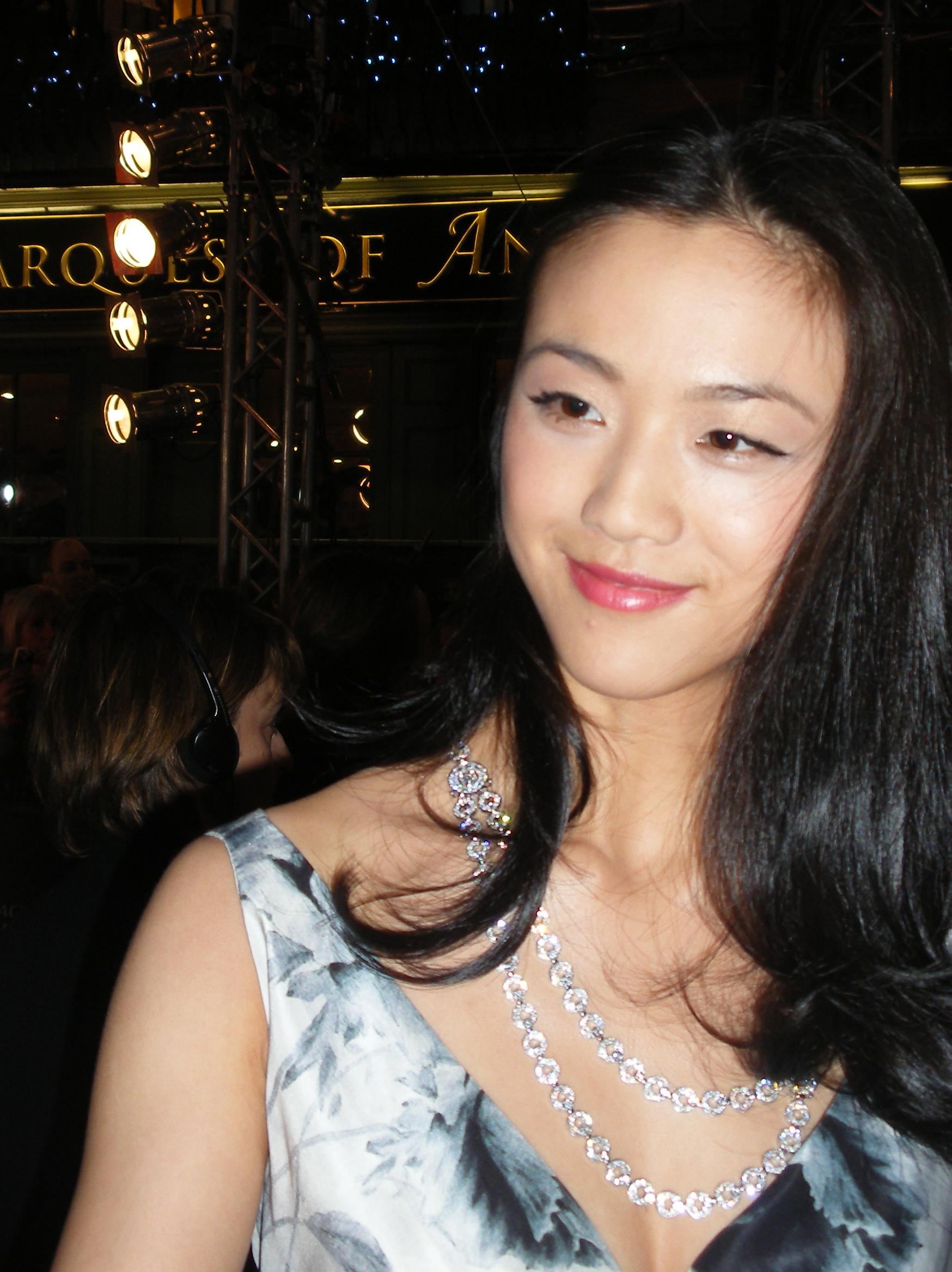
湯唯，2008年英國電影學院獎頒獎禮

2006年，湯唯出演了李安執導的電影《色，戒》中的女主角王佳芝，電影在2007年正式上映。湯唯在該片中的出色表現使得她一舉成名，贏得了業內專業人士、影評人和影迷的一致肯定。湯唯因其到位、細膩的表演而獲得了第44屆金馬獎“最佳新演員獎”（同時也獲得最佳女主角獎提名）。
雖然《色，戒》使得湯唯聞名海內外華語影壇，也引起了国际影視界的關注，但正是因為該片中幾段全裸出演的激情戲使得湯唯和男主角梁朝偉受到壓力。2008年3月5日，中國官方突然開始對她進行演艺限制的惩罚。中國各電視臺接到廣電總局的传文规定，禁止對湯唯進行任何形式的宣傳，包括播出她代言的廣告，並要求低調處理此事。這一消息直到3月11日某臺灣記者在全國政協會議上向廣電總局副局長張海濤求證時才得到官方間接證實，張表示政策是對事不對人，但並未回應限制湯唯的具體原因。之後廣電總局解釋是因為她在《色，戒》中的演出太過露骨，會對年輕人造成不良影響。
廣電總局此次頗有爭議的“演艺限制”影響了湯唯參與影視工作的進程，直接影響是使其無法順利接拍影視作品，整個2008年可谓演藝事業完全陷于停頓。例如有報導稱顧長衛的新片《世外桃源》就因此事暫時擱置了考慮用湯唯做女主角的構想。之後顧長衛公開解釋該劇本還在醞釀磨合中，所以並不存在棄用之事，並稱“湯唯是一個很好的演員，我很欣賞她”。田壯壯的奇幻片《狼災記》也曾盛傳將成為湯唯復出之作，5月湯唯還和《狼災記》的投資方、安樂影片有限公司的高管一起在戛納為該片造勢，但最終Maggie Q取代湯唯出演女主角。因此，李安公開發表聲明會支持她及幫助她。
2008年5月20日，湯唯在传出封殺後首次出席公開活動，并表達了對封殺一事的態度：“被封殺一事，我不清楚狀況，但身為演員，舞臺是演員的生命，我期待能有新的演出機會。”在遭到中国大陸政府演艺限制之後，湯唯利用這段期間到英國短期學習了舞臺劇和英文。2008年底，湯唯通過香港政府的“優秀人才入境計畫”获得香港居民身份，令她在工作上的自由度擴大，有助於其影視事業的發展。

### 解封复出
2009年，汤唯在香港電影《月满轩尼诗》中與張學友合作並出演女主角，這也是湯唯首次出演香港電影。
2009年，与韩国演员玄彬共同主演韩国电影《晚秋》，而湯唯亦憑該片獲得2011年韓國第47屆百想藝術大賞「映畫部門最優秀女子演技獎」，為首名獲得該獎的非韓籍女演員，由此开始，一举斩获了韩国影评奖、韩国电影记者协会主办的年度电影奖在内的多个最佳女主角奖。2011年3月23日於中国大陸上映获6500万元票房，创了韩国电影在中国的最高票房纪录（至2013年5月20日）。
2010年，汤唯参与拍摄了《建党伟业》，饰演陶毅。虽然戏份被删，但被外界普遍认为能够参演这样一部浓厚的中国大陸主旋律电影已是“解禁”的举动。随后不久，中央电视台举办的电视电影颁奖典礼“百合奖”邀请她作为颁奖嘉宾。
2011年，汤唯主演的《武侠》和《極速天使》兩部電影均在中国大陆顺利上映，并出席公开宣传活动，其拍摄的广告及相關宣傳新闻也都能在中国大陸各电视台正常播出；同年以《月滿軒尼詩》一片还获得第11届华语电影传媒大奖最佳女主角，顯示汤唯已被解除了廣電總局的演艺限制。與此同時，湯唯也分別憑《月满轩尼诗》與《武俠》獲得香港電影金像獎提名最佳女主角，演技獲肯定。
2012年10月4日晚，第17届釜山国际电影节举行，汤唯搭档韩国演员安圣基献上主持人首秀，首开釜山电影节开幕式由外国人担任司仪的先例。主办方表示“此次邀请汤唯出任开幕式司仪，也是希望可以进一步推动电影节从亚洲走向世界”。
2013年4月，汤唯参与拍摄《北京遇上西雅图》，2013年3月21日在中国大陸上映，获5.2亿元票房。
2014年1月11日，汤唯在上海拍《三城记》期间，收到電話詐騙的簡訊，被骗21万元。根据媒体报道，剧组所有工作人员都收到声称公安机关发来的短信，短信内容为“欠了一笔钱，不投案要罚款”，唯有汤唯一人受骗。有传言称，汤唯收到的短信可能是通过伪基站发送的。
2014年2月5日，湯唯再憑《北京遇上西雅圖》提名第33屆香港電影金像獎最佳女主角，繼《月满轩尼诗》與《武俠》後，已在四年內第三次獲提名，演技再獲肯定。
2014年10月1日，湯唯在電影《黃金時代》飾演蕭紅，入圍第51屆金馬獎最佳女主角。
2016年，湯唯憑《三城记》獲提名第35屆香港電影金像獎最佳女主角，迄今至累積五次最佳女主角提名。再者，除了連續四年提名最佳女主角的林嘉欣外，她在六年內五度提名此獎，屬於前無古人的紀錄。
2017年，她再憑《北京遇上西雅圖之不二情書》獲提名第36屆香港電影金像獎最佳女主角，累積六次最佳女主角提名，並平了林嘉欣連續四年提名的紀錄。12月18日，电视剧《大明风华》在江苏无锡开机，汤唯饰演女主角明宣宗之妻孝恭章皇后孙若微，这是她继2007年的《女人不哭》后时隔10年再次出演电视剧。
2018年，汤唯出演青年导演毕赣执导的艺术长片《地球最后的夜晚》，并入围第71届坎城影展一种注目单元，12月31日全国上映，该片虽然口碑两极分化，但仍然通过网络营销斩获了超过4亿人民币的电影票房。

### 重返韩国
2021年，汤唯宣布出演韩国著名导演朴赞郁的新片《分手的决心》，是2011年参演韩国导演老公金泰勇作品《晚秋》再度进军韩国。影片为朴赞郁赢得2022年第75屆坎城影展最佳導演獎，同年2022年6月29日在韩国上映，获得不俗的票房成绩，及第43屆青龍電影獎、第16屆亞洲電影大獎、第31屆釜日電影獎、第27屆春史電影獎、第42屆韓國電影評論家協會獎、第59屆百想藝術大獎等多個影后獎項。

## 個人生活
公开资料中，汤唯婚前有四任男友。
第一任男友是演员朱雨辰，两人是杭州五四职高的同学，相识于1995年。
第二任男友是演员田雨，两人2004年因合作《警花燕子》相識，交往3年。
第三任男友是音乐人、作曲家陈其钢独子陈雨黎。2012年9月4日，陈雨黎因车祸丧生。
第四任男友是从事公关行业的胡景。胡景是陈雨黎好友兼追思会召集人，汤唯与其相识于追思会上。
2013年10月，湯唯在韓國拍廣告期間，與曾執導電影《晚秋》的韓國導演金泰勇成為戀人。2014年7月2日，湯唯所屬的经纪公司发布声明。2014年7月12日，湯唯在瑞典和金泰勇舉行專屬小倆口的婚禮；接著，8月中，兩人在香港正式完婚，僅有雙方父母等親屬在場見證。
以下為节选自湯唯所屬经纪公司之声明：
| 因为电影，我们相识相知，然后又从朋友成为恋人，以后，我们还会称呼对方为老公老婆，虽然我们都得再去学门外语，但这是我们最幸福的一刻，我们都相信，这让我们更了解、尊重和欣赏对方。电影是我们最重要的证婚人，感谢支持我们的每一位朋友！也祝愿你缘分来临时，绝不错过。 ─── 汤唯、金泰勇 敬上 |

2016年，汤唯在香港顺产诞下一女，母女平安。

## 影视作品

### 电影
| 上映年份 | 电影名                       | 角色         | 导演           | 合作演员                       | 备注       |
| 2006年   | 《警花燕子》                 | 田燕         | 张菁           | 田雨                           |            |
| 2007年   | 《色，戒》                   | 王佳芝       | 李安           | 梁朝偉                         |            |
| 2010年   | 《月滿軒尼詩》               | 勞愛蓮       | 岸西           | 張學友                         |            |
| 2010年   | 《晚秋》                     | Anna Chen    | 金泰勇         | 玄彬                           |  |
| 2011年   | 《建黨偉業》*                | 陶毅         | 黃建新         | 劉燁                           |            |
| 2011年   | 《武俠》                     | 阿玉         | 陳可辛         | 甄子丹、金城武、王羽           |            |
| 2011年   | 《極速天使》                 | 洪小依       | 馬楚成         | 韓載錫                         |            |
| 2013年   | 《北京遇上西雅圖》           | 文佳佳       | 薛曉路         | 吳秀波                         |            |
| 2014年   | 《黃金時代》                 | 蕭紅         | 許鞍華         | 袁泉、馮紹峰                   |            |
| 2015年   | 《黑帽駭客》                 | Chen Lien    | 麥可·曼恩      | 克里斯·海姆斯沃斯、王力宏      |            |
| 2015年   | 《華麗上班族》               | 蘇菲         | 杜琪峯         |                                |            |
| 2015年   | 《捉妖記》                   | 大押店老闆娘 | 許誠毅         | 白百何、井柏然、曾志偉、吳君如 |            |
| 2015年   | 《三城記》                   | 月榮         | 张婉婷、罗启锐 | 刘青云、秦海璐                 |            |
| 2015年   | 《命中注定》                 | 方圓         | 張皓           | 廖凡、蘇岩                     |            |
| 2016年   | 《北京遇上西雅圖之不二情書》 | 姣爺         | 薛曉路         | 吳秀波、惠英紅、秦沛、吴彦姝   |            |
| 2018年   | 《地球最後的夜晚》           | 萬綺雯       | 畢贛           | 張艾嘉、黄覺、李鴻其           |            |
| 2019年   | 《狗眼看人心》               | 柴女士       |                |                                |            |
| 2019年   | 《吹哨人》                   | 周雯         | 薛曉路         | 雷佳音、齊溪                   |            |
| 2022年   | 《分手的決心》               | 宋瑞萊       | 朴贊郁         | 朴海日                         |  |
| 2024年   | 《Wonderland》               | 白莉         | 金泰勇         | 裴秀智、 朴寶劍、鄭有美 崔宇植 |  |
| 待上映   | 《人.魚》                    |              | 程耳           | 王一博、王傳君                 |            |

*戲份全部被刪，姓名没有出现在演员表中。仅有一个意外镜头：在一场毛泽东发表演讲的戏中，汤唯站在人群中，但难以被观众识别。

### 电视剧
| 首播年份 | 剧名                     | 角色   | 备注             |
| 1998年   | 《中國女足》             | 守门员 |                  |
| 2004年   | 《警花燕子》（电视电影） | 燕子   | 百合獎優秀女演員 |
| 2005年   | 《兄弟如手足》           | 女秘书 |                  |
| 2005年   | 《後海前街》             | 嚴蕾   |                  |
| 2005年   | 《情牽那拉提》           | 陳燕   |                  |
| 2006年   | 《生於六十年代》         | 岳琳琳 |                  |
| 2007年   | 《女人不哭》             | 尚麗   |                  |
| 2007年   | 《紅旗渠的兒女們》       | 寧霄雅 |                  |
| 2019年   | 《大明風華》             | 孫若微 |                  |

### 配音作品
- 2010年《三個傻瓜》╴佩雅·沙哈史達布德罕

### 舞台劇
- 2001年《如夢之夢》
- 2004年《切·格瓦拉》

### 网络剧
- 2012年 屌丝男士2

### 音樂錄影帶
- 2015年：劉若英+周迅+湯唯+桂綸鎂〈我要你好好的〉
- 2024年：IU〈Shh..〉

### 著作
分手的決心-分鏡本

## 音樂作品

### 單曲
- 2012年：湯唯〈晚秋〉【電影《晚秋》主題曲】
- 2015年：陳奕迅+湯唯〈我們的老地方〉【電影《華麗上班族》主題曲】
- 2015年：陳奕迅+湯唯〈交換愛情〉【電影《華麗上班族》插曲】
- 2015年：陳奕迅+湯唯+車婉婉+吳天心+洪天明+張兆輝〈我們是團隊尖兵〉【電影《華麗上班族》插曲】
- 2015年：陳奕迅+郎月婷+吳天心+張兆輝+湯唯〈誰是張威〉【電影《華麗上班族》插曲】
- 2015年：陳奕迅+湯唯+車婉婉+天心+郎月婷〈讓小道消息唱起來〉【電影《華麗上班族》插曲】
- 2015年：劉若英+周迅+湯唯+桂綸鎂〈我要你好好的〉【劉若英《我要你好好的》專輯】
- 2016年：湯唯〈我曾經也想過一了百了〉【《北京遇上西雅圖之不二情書》主題曲】

## 獎項記錄
| 年度 | 頒獎典禮                      | 獎項                      | 作品                         | 結果  |
| 2005 | 第6屆百合獎                   | 優秀女演員                | 《警花燕子》                 | 獲獎  |
| 2007 | 第44屆金馬獎                  | 最佳新演員                | 《色，戒》                   | 獲獎  |
| 2007 | 第44屆金馬獎                  | 最佳女主角                | 《色，戒》                   | 提名  |
| 2007 | 第24屆法羅島少數民族電影節    | 最佳女主角金火車獎        | 《色，戒》                   | 獲獎  |
| 2007 | 第20屆芝加哥影評人協會獎      | 最具突破表演              | 《色，戒》                   | 提名  |
| 2007 | 第2屆Max Movie最佳電影獎      | 最佳女演員                | 《色，戒》                   | 提名  |
| 2007 | 第11屆線上影評人協會          | 最佳突破演技              | 《色，戒》                   | 提名  |
| 2007 | 第13屆亞太影視博覽會          | 年度亞洲演員              | 《色，戒》                   | 獲獎  |
| 2007 | 第7屆紐約在線影評人協會獎     | 最佳突破演技              | 《色，戒》                   | 提名  |
| 2007 | 第17屆日本電影影評人大獎      | 最優秀外語片女主角        | 《色，戒》                   | 獲獎  |
| 2007 | 第2屆女性電影記者聯盟         | 最佳新人女性焦點獎        | 《色，戒》                   | 提名  |
| 2007 | 第2屆女性電影記者聯盟         | 最佳裸戲或性描述          | 《色，戒》                   | 提名  |
| 2007 | 第11屆好萊塢電影獎            | 十大矚目新演員            | 《色，戒》                   | 獲獎  |
| 2008 | 第2屆亞洲電影大獎             | 最佳女主角                | 《色，戒》                   | 提名  |
| 2008 | 第61屆坎城影展                | 蕭邦最具潛質演員獎        | 《色，戒》                   | 獲獎  |
| 2008 | 第10屆亞洲影評人協會獎        | 最佳新演員                | 《色，戒》                   | 獲獎  |
| 2008 | 第10屆亞洲影評人協會獎        | 最佳女主角                | 《色，戒》                   | 提名  |
| 2008 | 第8屆華語電影傳媒大獎         | 最佳新演員                | 《色，戒》                   | 獲獎  |
| 2008 | 第8屆華語電影傳媒大獎         | 最佳女主角                | 《色，戒》                   | 提名  |
| 2008 | 第61屆英國電影學院獎          | 英國電影學院獎新星獎      | 《色，戒》                   | 提名  |
| 2008 | 第23屆獨立精神獎              | 最佳女主角                | 《色，戒》                   | 提名  |
| 2008 | 第3屆亞洲卓越成就獎           | 傑出電影女演員            | 《色，戒》                   | 提名  |
| 2008 | 第6屆國際在線電影獎(INOCA)    | 最佳女主角                | 《色，戒》                   | 提名  |
| 2008 | 第13屆線上影視人協會獎        | 最佳突破演技女演員        | 《色，戒》                   | 提名  |
| 2008 | 第4屆大阪亞洲電影節           | 最優秀主演女優賞          | 《色，戒》                   | 獲獎  |
| 2008 | 第13屆日本網絡電影大獎        | 新人演員賞                | 《色，戒》                   | 獲獎  |
| 2008 | 第1屆鐵象電影大賞             | 最佳女主角                | 《色，戒》                   | 獲獎  |
| 2010 | 第47屆金馬獎                  | 最佳女主角                | 《月滿軒尼詩》               | 提名  |
| 2011 | 第30屆香港電影金像獎          | 最佳女主角                | 《月滿軒尼詩》               | 提名  |
| 2011 | 第11屆華語電影傳媒大獎        | 最佳女主角                | 《月滿軒尼詩》               | 獲獎  |
| 2011 | 第1屆粵港澳青年電影盛典       | 優秀女主角                | 《月滿軒尼詩》               | 提名  |
| 2011 | 第1屆粵港澳青年電影盛典       | 最高人氣女演員            | 《月滿軒尼詩》               | 獲獎  |
| 2011 | 第17屆香港電影評論學會大獎    | 最佳女演員                | 《月滿軒尼詩》               | 提名  |
| 2011 | 第9屆亞洲國際電影節           | 最佳女主角                | 《月滿軒尼詩》               | 提名  |
| 2011 | 第47屆百想藝術大賞            | 電影部門 女子最優秀演技賞 | 《晚秋》                     | 獲獎  |
| 2011 | 第47屆百想藝術大賞            | 電影部門 女子人氣賞       | 《晚秋》                     | 提名  |
| 2011 | 第32屆青龍電影獎              | 青龍獎女主角獎            | 《晚秋》                     | 提名  |
| 2011 | 第9屆義大利亞洲電影節         | 最佳女主角                | 《晚秋》                     | 提名  |
| 2011 | 第20屆釜日電影獎              | 最佳女主角                | 《晚秋》                     | 提名  |
| 2011 | 第12屆釜山電影評論家協會獎    | 最佳女主角                | 《晚秋》                     | 獲獎  |
| 2011 | 第31屆韓國電影評論家協會獎    | 最佳女主角                | 《晚秋》                     | 獲獎  |
| 2011 | 第21屆亞洲電影傳媒獎          | 最佳女主角                | 《晚秋》                     | 提名  |
| 2012 | 第6屆西寧FIRST青年電影展      | 最受矚目女演員            | 《晚秋》                     | 獲獎  |
| 2012 | 第18屆Cine21電影獎            | 年度女演員                | 《晚秋》                     | 獲獎  |
| 2012 | 第3屆年度電影獎               | 最佳女主角                | 《晚秋》                     | 獲獎  |
| 2012 | 第3屆韓國電影記者協會獎       | 年度電影獎女主角          | 《晚秋》                     | 獲獎  |
| 2012 | 第7屆韓國DVD電影大獎          | 最佳女主角                | 《晚秋》                     | 獲獎  |
| 2012 | 第13屆韓國年度女性電影人獎    | 最佳女主角                | 《晚秋》                     | 提名  |
| 2012 | 第9屆華鼎獎                   | 最佳電影女主角            | 《晚秋》                     | 提名  |
| 2012 | 第3屆豆瓣電影鑫像獎           | 最佳華語女演員            | 《晚秋》                     | 提名  |
| 2012 | 第31屆香港電影金像獎          | 最佳女主角                | 《武俠》                     | 提名  |
| 2012 | 第19屆北京大學生電影節        | 最受歡迎女演員            | 《武俠》                     | 提名  |
| 2013 | 第7屆西寧FIRST青年電影展      | 最受矚目女演員            | 《北京遇上西雅圖》           | 獲獎  |
| 2013 | 第22屆上海影評人獎            | 最佳女演員                | 《北京遇上西雅圖》           | 獲獎  |
| 2013 | 第10屆廣州學生電影節          | 最受歡迎女演員            | 《北京遇上西雅圖》           | 獲獎  |
| 2013 | 第10屆華鼎獎                  | 最佳電影女主角            | 《北京遇上西雅圖》           | 提名  |
| 2014 | 第4屆豆瓣電影鑫像獎           | 最佳華語女演員            | 《北京遇上西雅圖》           | 提名  |
| 2014 | 第21屆北京大學生電影節        | 最佳女演員                | 《北京遇上西雅圖》           | 獲獎  |
| 2014 | 第5屆中國電影導演協會獎       | 年度女演員                | 《北京遇上西雅圖》           | 獲獎  |
| 2014 | 第33屆香港電影金像獎          | 最佳女主角                | 《北京遇上西雅圖》           | 提名  |
| 2014 | 第32屆大眾電影百花獎          | 最佳女主角                | 《北京遇上西雅圖》           | 提名  |
| 2014 | 第51屆金馬獎                  | 最佳女主角                | 《黃金時代》                 | 提名  |
| 2014 | 第2屆中英電影節               | 最佳女主角金騎士獎        | 《黃金時代》                 | 獲獎  |
| 2014 | 第8屆亞洲太平洋電影獎         | 最佳女演員                | 《黃金時代》                 | 提名  |
| 2014 | 第3屆國際華語電影節           | 最佳女主角金龍獎          | 《黃金時代》                 | 獲獎  |
| 2014 | 第2屆倫敦國際華語電影節       | 最佳女主角                | 《黃金時代》                 | 獲獎  |
| 2014 | 第6屆澳洲國際華語電影節       | 最佳女主角                | 《黃金時代》                 | 獲獎  |
| 2015 | 第9屆香港電影導演會年度大獎   | 最佳女主角                | 《黃金時代》                 | 獲獎  |
| 2015 | 第17屆亞洲影評人協會獎        | 最佳女主角                | 《黃金時代》                 | 獲獎  |
| 2015 | 第22屆北京大學生電影節        | 最佳女演員                | 《黃金時代》                 | 提名  |
| 2015 | 第16屆華鼎獎                  | 最佳電影女主角            | 《黃金時代》                 | 提名  |
| 2015 | 第9屆亞洲電影大獎             | 最佳女主角                | 《黃金時代》                 | 提名  |
| 2015 | 第30屆中國電影金雞獎          | 最佳女主角                | 《黃金時代》                 | 提名  |
| 2015 | 第34屆香港電影金像獎          | 最佳女主角                | 《黃金時代》                 | 提名  |
| 2016 | 第35屆香港電影金像獎          | 最佳女主角                | 《三城記》                   | 提名  |
| 2017 | 第36屆香港電影金像獎          | 最佳女主角                | 《北京遇上西雅圖之不二情書》 | 提名  |
| 2019 | 第29屆法羅島少數民族電影節    | 華語區 最佳女主角         | 《地球最後的夜晚》           | 提名  |
| 2019 | 第29屆法羅島少數民族電影節    | 華語區 最受歡迎女演員     | 《地球最後的夜晚》           | 獲獎  |
| 2019 | 第16屆廣州學生電影節          | 最受歡迎女演員            | 《地球最後的夜晚》           | 提名  |
| 2019 | 第4屆新世代青年電影節         | 最佳女演員                | 《地球最後的夜晚》           | 提名  |
| 2020 | 第30屆法羅島少數民族電影節    | 華語區 最受歡迎女演員     | 《吹哨人》                   | 提名  |
| 2022 | 第27屆春史電影獎              | 最佳女主角                | 《分手的決心》               | 獲獎  |
| 2022 | 第31屆釜日電影獎              | 最佳女主角                | 《分手的決心》               | 獲獎  |
| 2022 | 第31屆釜日電影獎              | 女子人氣賞                | 《分手的決心》               | 提名  |
| 2022 | 第42屆韓國電影評論家協會獎    | 最佳女主角                | 《分手的決心》               | 獲獎  |
| 2022 | 第58屆大鐘獎                  | 最佳女主角                | 《分手的決心》               | 提名  |
| 2022 | 第43屆青龍電影獎              | 青龍獎女主角獎            | 《分手的決心》               | 獲獎  |
| 2022 | 第3屆日暮影評人協會獎         | 最佳女演員                | 《分手的決心》               | 提名  |
| 2022 | 第9屆韓國電影製作人協會獎     | 最佳女主角                | 《分手的決心》               | 獲獎  |
| 2022 | 第27屆佛羅里達影評人協會獎    | 最佳女主角                | 《分手的決心》               | 亞軍  |
| 2022 | 第42屆韓國藝術評論家協會      | 電影類 年度優秀藝術家     | 《分手的決心》               | 獲獎  |
| 2022 | 第17屆都柏林影評人協會獎      | 最佳女演員                | 《分手的決心》               | 第4名 |
| 2022 | 第28屆Cine21電影獎            | 年度女演員                | 《分手的決心》               | 獲獎  |
| 2022 | 第7屆新墨西哥影評人協會獎     | 最佳女配角                | 《分手的決心》               | 獲獎  |
| 2022 | 第42屆黃金攝影獎              | 最佳女主角                | 《分手的決心》               | 獲獎  |
| 2023 | 第16屆亞洲電影大獎            | 最佳女主角                | 《分手的決心》               | 獲獎  |
| 2023 | 第3屆國際影評協會獎(IFSCA)    | 最佳女主角                | 《分手的決心》               | 提名  |
| 2023 | 第4屆美國電影荒地獎(ASAWA)    | 最佳女主角                | 《分手的決心》               | 提名  |
| 2023 | 第12屆喬治亞影評人協會        | 最佳女主角                | 《分手的決心》               | 提名  |
| 2023 | 第2屆英國電影更新獎           | 劇情類電影最佳女主角      | 《分手的決心》               | 獲獎  |
| 2023 | 第20屆國際電影愛好者協會      | 最佳女主角                | 《分手的決心》               | 提名  |
| 2023 | 第21屆韓國導演選擇獎          | 電影部門 年度女子演技賞   | 《分手的決心》               | 獲獎  |
| 2023 | 第3屆午夜影評人協會獎         | 最佳女主角                | 《分手的決心》               | 提名  |
| 2023 | 第21屆國際在線電影獎(INOCA)   | 最佳女主角                | 《分手的決心》               | 提名  |
| 2023 | 第2屆美國電影消愁獎(ACSA)     | 最佳女主角                | 《分手的決心》               | 提名  |
| 2023 | 第36屆華鼎獎                  | 全球電影最佳女主角        | 《分手的決心》               | 提名  |
| 2023 | 第59屆百想藝術大獎            | 電影部門 女子最優秀演技賞 | 《分手的決心》               | 獲獎  |
| 2023 | 第59屆百想藝術大獎            | 女子人氣賞                | 《分手的決心》               | 提名  |
| 2023 | 第18屆韓國DVD電影大獎         | 最佳女主角                | 《分手的決心》               | 獲獎  |
| 2023 | 第4屆肯塔基州布魯因電影協會獎 | 最佳女主角                | 《分手的決心》               | 提名  |
| 2023 | 第3屆美國Gold List金榜獎      | 最佳主演獎                | 《分手的決心》               | 提名  |
| 2024 | 第45屆青龍電影獎              | 最佳女主角                | 《梦境》                     | 提名  |
| 2024 | 第45屆青龍電影獎              | 人氣明星獎                | 《梦境》                     | 獲獎  |
| 2025 | 第18屆亞洲電影大獎            | 卓越亞洲電影人大獎        | 不適用                       | 獲獎  |

## 榮譽列表
| 年度 | 頒獎單位                       | 獎項                     | 作品           | 結果   |
| 2007 | 《China Times Weekly》         | 票選十大風雲演員         | 《色，戒》     | 第8名  |
| 2007 | 《Los Angeles Times》          | 07年度電影女演員         | 《色，戒》     | 獲獎   |
| 2007 | 《New Weekly》                 | 新鋭榜年度演員           | 《色，戒》     | 獲獎   |
| 2007 | 《indieWIRE》                  | 美國影評國際最佳表演     | 《色，戒》     | 第41名 |
| 2007 | 《The New York Times》         | 07年15大最佳演員         | 《色，戒》     | 獲獎   |
| 2007 | 《Fashion Weekly》             | 年度風尚女演員           | 《色，戒》     | 獲獎   |
| 2008 | 《日本Cut雜誌》                | 最佳外國女主角           | 《色，戒》     | 獲獎   |
| 2008 | 《紅心雜誌》                   | 最愛華人演員             | 《色，戒》     | 第4名  |
| 2008 | 《TC Candler》                 | 全球最美麗人物           | 不適用         | 第59名 |
| 2012 | 《Korean Film Archive》        | 最佳女主角               | 《晚秋》       | 獲獎   |
| 2012 | 《韓國Movieweek雜誌》          | 最佳女主角               | 《晚秋》       | 獲獎   |
| 2012 | 《韓國MBC Radio電影獎》        | 最佳女主角               | 《晚秋》       | 獲獎   |
| 2012 | 《東亞日報동아일보》           | 最高魅惑演技             | 《晚秋》       | 獲獎   |
| 2012 | 《韓國Gentlemen's Quarterly》  | 最佳電影女演員           | 《晚秋》       | 獲獎   |
| 2013 | 《中國新聞社》                 | 大學生票選最愛女演員     | 不適用         | 第1名  |
| 2014 | 《富比士中國名人榜》           | 最具影響力華人           | 不適用         | 第38名 |
| 2015 | 《韓國形象交流獎》             | 交流橋樑獎               | 不適用         | 獲獎   |
| 2018 | 《演藝家中介》                 | 節目觀眾票選世紀美女     | 不適用         | 第11名 |
| 2018 | 《Rojaklah Magazine》          | 讀者票選最愛女演員       | 不適用         | 第4名  |
| 2021 | 《Rankingoo》                  | 日本網友票選最愛中國女星 | 不適用         | 第10名 |
| 2022 | 《KinoLights》                 | 年度海外女演員           | 《分手的決心》 | 第1名  |
| 2022 | 《The Hollywood Reporter》     | 年度電影演出             | 《分手的決心》 | 獲獎   |
| 2022 | 《Rolling Stone Magazine》     | 22年22佳電影表演         | 《分手的決心》 | 第3名  |
| 2022 | 《Polygon》                    | 22年影評10大演出         | 《分手的決心》 | 第2名  |
| 2022 | 《新京報》                     | 年度最佳電影女演員       | 《分手的決心》 | 第1名  |
| 2023 | 《Letterboxd Vote》            | 最佳女主角               | 《分手的決心》 | 第4名  |
| 2023 | 《Gold House & CAPE Unveils》  | 最佳主角表演             | 《分手的決心》 | 第2名  |
| 2023 | 《Los Angeles Times》          | 22年度電影表演           | 《分手的決心》 | 獲獎   |
| 2023 | 《2023K-STAR閃耀韓國人之大賞》 | 電影演員類               | 不適用         | 獲獎   |